# Eudaphisia
Eudaphisia is een kevergeslacht uit de familie van de boktorren (Cerambycidae). De wetenschappelijke naam van het geslacht werd voor het eerst geldig gepubliceerd in 1926 door Pic.

## Soorten
Eudaphisia omvat de volgende soorten:
- Eudaphisia albonotata Pic, 1926
- Eudaphisia albonotatipennis Breuning, 1968
- Eudaphisia longicornis (Pic, 1926)